# Sigfrid Siwertz

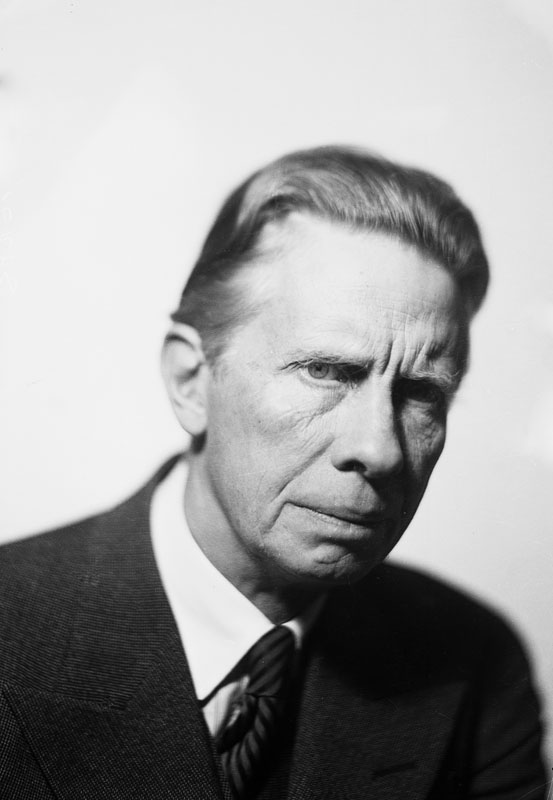
Sigfrid Siwertz

Per Sigfrid Siwertz (* 24. Januar 1882 in Stockholm; † 26. November 1970 ebenda) war ein schwedischer Schriftsteller.

## Leben
Sigfrid Siwertz studierte in Uppsala und Paris, er unternahm zahlreiche Reisen und wurde 1932 in die Schwedische Akademie aufgenommen. Er war verheiratet mit der Journalistin Margit Siwertz, geb. Strömberg (1900–1971).

## Werk
Siwertz’ umfangreiches Werk umfasst alle literarischen Gattungen. Es prägte vor allem die Entwicklung des modernen schwedischen Romans. Die ersten Veröffentlichungen siedelten noch im pessimistischen Klima des Fin de siècle. Doch unter dem Einfluss der Ideen des französischen Philosophen Henri Bergson (1859–1941) gewann Siwertz in seinem Werk intentionale Lebensbejahung: Intensive Beobachtung, exakte Milieuschilderungen und gesellschaftskritische Themen traten in den Vordergrund. Bekannt wurde der Autor im Jahr 1911 mit seinem Jugendbuch Die Mälarpiraten. Es folgten 1920 Die Seelambs. In dieser Stockholmer Familiensaga schilderte Siwertz die Unternehmungen von Kriegsgewinnlern des Ersten Weltkriegs.

## Veröffentlichungen (Auswahl)
- 1911: Mälarpirater. Roman. (Neue Ausgaben: Verlag Bonnier, Stockholm 1939; Höganäs 1983).
  - Deutsche Ausgabe: Die Mälarpiraten. Volksverband der Bücherfreunde, Berlin 1927
- 1913: Die Alten. Novellen. Übersetzung a.d. Schwed. von Marie Franzos. Verlag Merseburger, Leipzig 1913, 332 S.
- 1925: Seelambs, die Geldjäger. Roman. Aus dem Schwed. von Josef Sandmeier & S. Angermann. Verlag Quitzow, Lübeck 1925,
  - Neue Dt. Ausgabe: Seelambs, die Geldjäger. Aus dem Schwed. von Udo Birckholz. 1. Auflage. Hinstorff Verlag, Rostock 1976, 454 S.
- Das große Warenhaus. Lübeck 1928
- 1930: Sam, Beth und das Auto. Menschen und Schicksale aus dem Leben der Gegenwart. Aus dem Schwed. von Nils Hoyer. Verlag Schünemann, Bremen 1930, 206 S.
- 1930: Das Rettungsboot. (Für die Besucher der Volkshochschule und den sonntägl. Vorlesestunden in der Stadtbücherei). Volkshochschule, Stettin 1930, 54 S.
- 1932: Lagan. Roman. 3. Auflage. Verlag Bonnier, Stockholm 1932, 309 S.
- 1938: Spel pa havet. Verlag Bonnier, Stockholm 1938.
- 1942: Brutus. Verlag Bonnier, Stockholm 1942.
- 1961: Det skedde i Liechtenstein. Roman. Verlag Bonnier, Stockholm 1961.
- 1961: Adolf Törneros. Försök till ett porträtt. Verlag Norstedt, Stockholm 1961, 198 S.
- 1967: Winston S. Churchill: Meine frühen Jahre. Nobelpreis 1953 Winston S. Churchill. Übersetzung von Dagobert von Mikusch, Übers. der Begleittexte von Hans Roesch. Coron - Verlag, Zürich 1967, 404 S. (Darin u. a. enthalten: Sigfrid Siwertz: Die Verleihungsrede gehalten anlässlich der Übergabe des Nobelpreises für Literatur an Winston S. Churchill am 10. Dezember 1953)